# کیرا
کیرا شهری در شهرستان تانسیلا در استان بانوا در بورکینافاسوی غربی است و جمعیت آن ۶۷۱ نفر است.